# Dichelostemma
Dichelostemma is een geslacht uit de aspergefamilie. De soorten komen voor in het westen van Noord-Amerika, voornamelijk in het noorden van Californië, maar ook tot New Mexico in het oosten, tot Brits Columbia in het noorden en tot Noordwest-Mexico in het zuiden. 

## Soorten

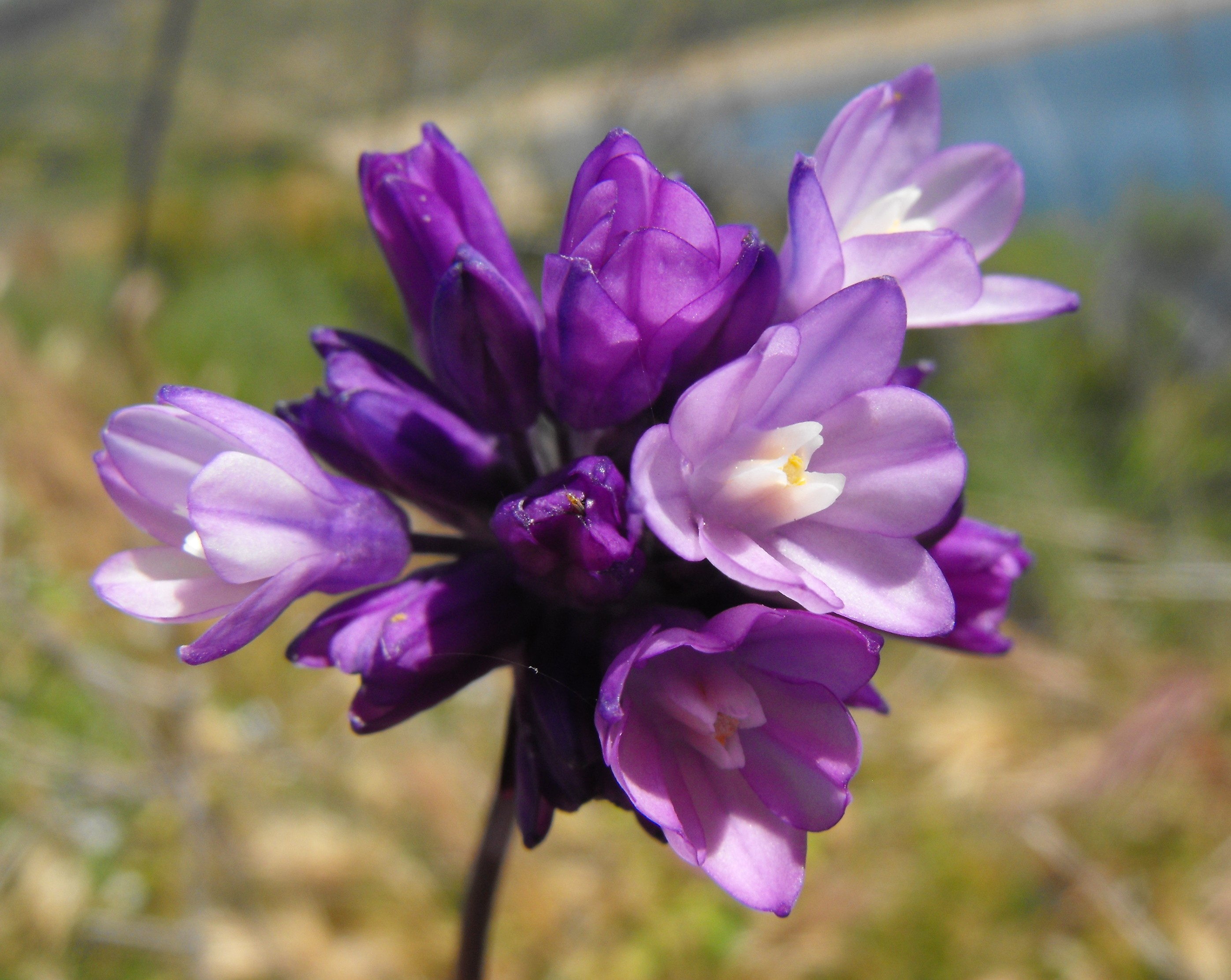
Dichelostemma capitatum
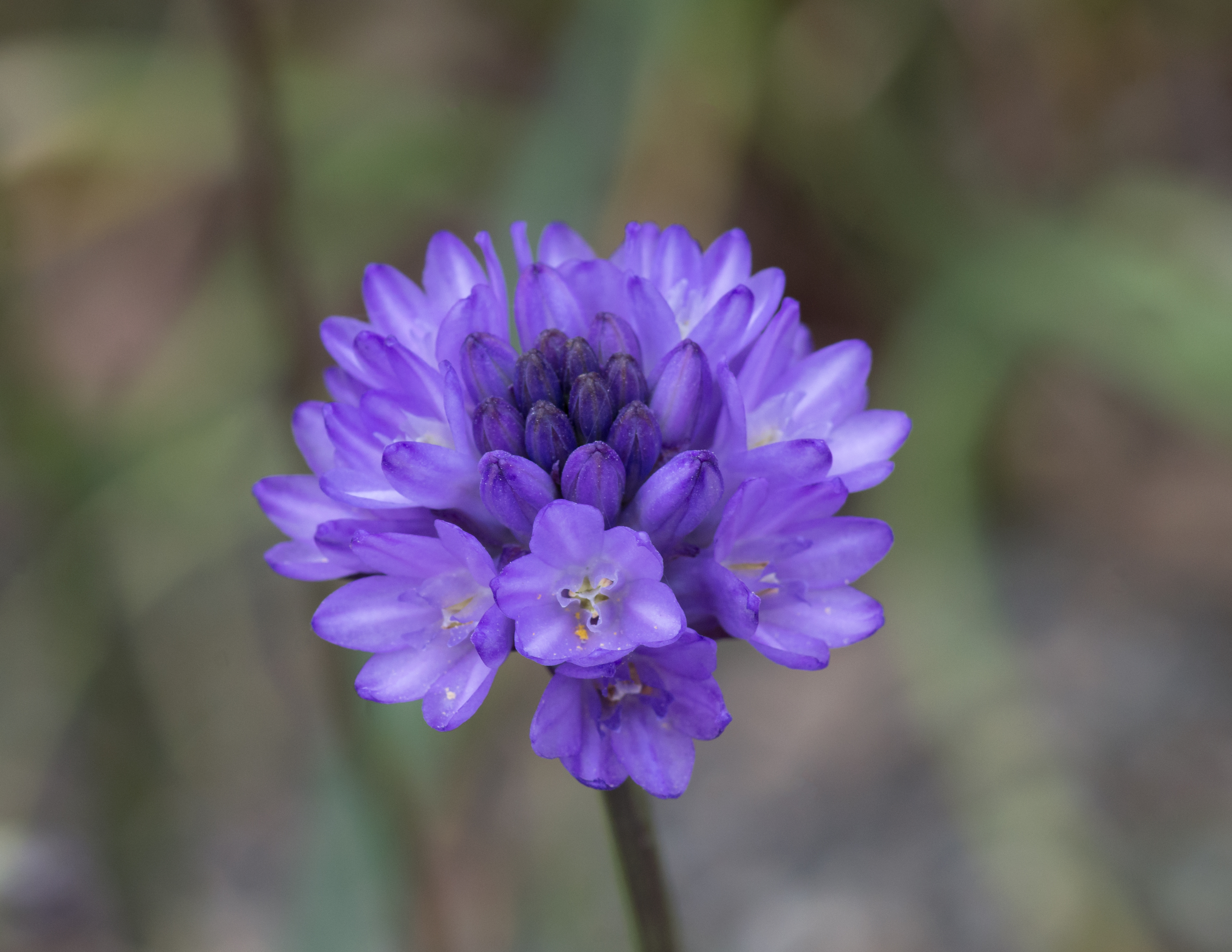
Dichelostemma congestum
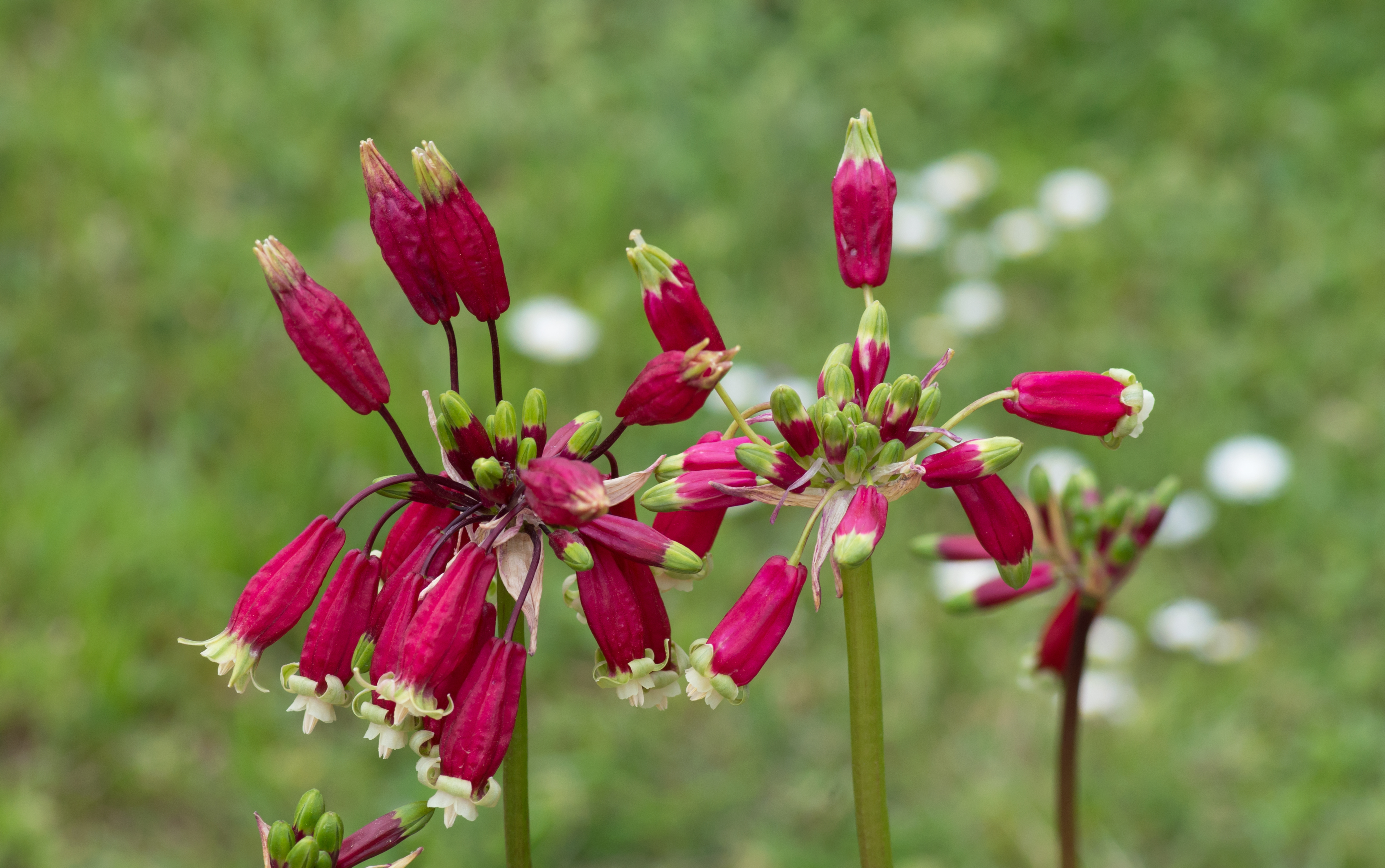
Dichelostemma ida-maia
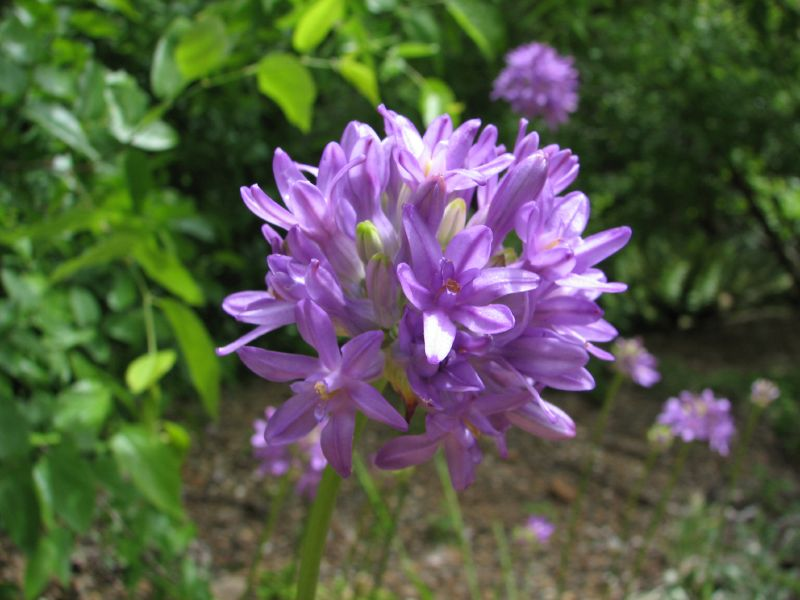
Dichelostemma multiflorum
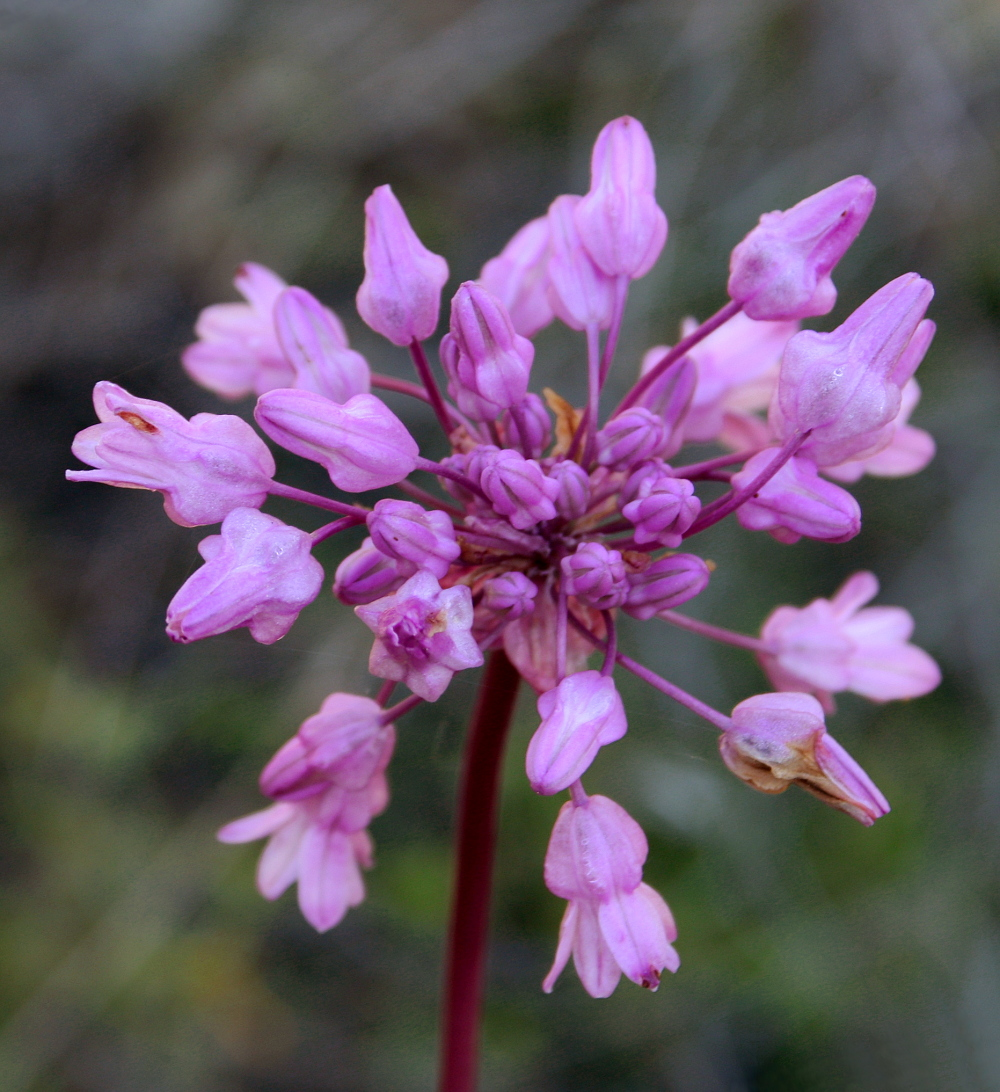
Dichelostemma volubile

- Dichelostemma capitatum
- Dichelostemma congestum
- Dichelostemma ida-maia
- Dichelostemma multiflorum
- Dichelostemma volubile